# ケータハム・CT01
ケータハム CT01 (Caterham CT01) は、ケータハムF1チームが2012年のF1世界選手権参戦用に開発したフォーミュラ1カーである。

## 概要
2012年用の新車としては最も早く、1月26日発売の『F1レーシング』誌上で発表される予定だったが、前日の25日にはFacebookで画像が公開された。

## スペック

### シャーシ
- シャーシ名 CT01
- シャーシ構造 カーボンファイバー/アルミニウムハニカムコンポジットモノコック（フロント＆サイドインパクト構造）
- ブレーキキャリパー APレーシング
- フロントサスペンション 内蔵トーションバー/ダブルウィッシュボーンで作動するプッシュロッド
- リアサスペンション 内蔵トーションバー/ダブルウィッシュボーンで作動するプルロッド
- ダンパー ペンスキー
- ホイール BBS
- タイヤ ピレリ
- ギアボックス 7速+リバース1速セミオートマチック/カーボンファイバーコンポジット
- エレクトロニクス レッドブル・テクノロジー スタンダードECU
- バッテリー GSユアサ
- ステアリング ケーターハムF1チーム
- 無線 MES
- 重量 640kg

### KERS
- KERS/形式 レッドブル・テクノロジー
- e-パワー エンジン搭載型の電気モーター/ジェネレーター
- ESS 集積エネルギー電池および電動エレクトロニクス
- パワー 60kW

### エンジン
- エンジン名 ルノーRS27-2012
- 気筒数・角度 V型8気筒・90度
- 排気量 2,400cc
- 最高回転数 18,000rpm（レギュレーションで規定）
- バルブ数 32
- ピストン口径 98mm
- 重量 95kg
- 燃料 トタル無鉛（5.75%のバイオ燃料を含む）
- 潤滑油 トタル

## 記録
| 年   | No. | ドライバー   | 1   | 2   | 3   | 4   | 5   | 6   | 7   | 8   | 9   | 10  | 11  | 12  | 13  | 14  | 15  | 16  | 17  | 18  | 19  | 20  | ポイント | ランキング |
| 年   | No. | ドライバー   | AUS | MAL | CHN | BHR | ESP | MON | CAN | EUR | GBR | GER | HUN | BEL | ITA | SIN | JPN | KOR | IND | ABU | USA | BRA | ポイント | ランキング |
| ---- | --- | ------------ | --- | --- | --- | --- | --- | --- | --- | --- | --- | --- | --- | --- | --- | --- | --- | --- | --- | --- | --- | --- | -------- | ---------- |
| 2012 | 20  | コバライネン | Ret | 18  | 23  | 17  | 16  | 13  | 18  | 14  | 17  | 19  | 17  | 19  | 14  | 15  | 15  | 17  | 18  | 13  | 18  | 14  | 0        | 10位       |
| 2012 | 21  | ペトロフ     | Ret | 16  | 18  | 16  | 17  | Ret | 19  | 13  | DNS | 16  | 19  | 14  | 15  | 19  | 17  | 16  | 17  | 16  | 17  | 11  | 0        | 10位       |

- 太字はポールポジション、斜字はファステストラップ。(key)